# Magenta Harvest
Magenta Harvest ist eine finnische Death-Metal-Band aus Pietarsaari und Helsinki, die 2005 gegründet wurde.

## Geschichte
Die Band begann im Jahr 2005 als Duo, bestehend aus Timo Kontion und Janne Manninen, die sich bereits von ihrer Zusammenarbeit bei …And Oceans kannten. Als Ausgangspunkt orientierten sie sich am 1995er Material dieser Gruppe. In der folgenden Zeit schrieb sie an den ersten Liedern. 2009 wurde die Besetzung durch das Hinzukommen des Gitarristen Timo Hanhikangas und des Bassisten Jonas Frilund erweitert. Daraufhin entstanden vier Songs. Im folgenden Jahr kam Mathias Lillmåns, der unter anderem bei Finntroll tätig ist, hinzu. Kurze Zeit später begab sich die Band ins Studio, um die zuvor erwähnten vier Lieder aufzunehmen, die das Demo A Familiar Room bildeten. 2011 wurde das zweite Demo Apparition of Ending aufgenommen, wobei Aleksi Virta von Finntroll das Keyboard spielte und weitere Geräusche besteuerte. 2014 wurde über Inverse Records das Debütalbum Volatile Waters veröffentlicht.

## Stil
Matthias Salomon von bloodchamber.de schrieb in seiner Rezension zu Volatile Waters, dass hierauf purer und reiner Death Metal zu hören ist. Er fand, dass es jedoch klinge, als ob bei der Produktion etwas schiefgelaufen sei, da die Musik basslastig sei und es zu wenig Höhe gebe, wodurch ein verschwommener Gesamtklang entstehe. Charakteristisch für das Album seien die „wuchtigen Riffs und [die] groovigen Rhythmen“. Es sei jedoch nichts für Leute, die auf „präzise Instrumente und klar abgegrenzte Growls und Screams“ stünden. Insgesamt gehe man Richtung klassischen Death Metal der 1990er Jahre, wobei der Einsatz von Keyboards ein moderneres Element sei. Marcos „The Jungle Guy“ von metal-temple.com rezensierte das Album ebenfalls. Hierauf sei Death Metal zu hören, der nicht nur schnell und aggressiv sei, sondern auch melodische Passagen enthalte. Die Gitarren klängen für finnischen Death Metal typisch, würden aber auch Einflüsse schwedischer Vertreter verarbeiten. Der Bass und das Schlagzeug seien technisch anspruchsvoll, der Gesang bestehe aus Growling.

## Diskografie
- 2011: A Familiar Room (Demo, Eigenveröffentlichung)
- 2012: Apparition of Ending (Demo, Eigenveröffentlichung)
- 2014: Volatile Waters (Album, Inverse Records)
- 2017: … And Then Came the Dust (Album, Apostasy Records)